# Presidio van San Francisco

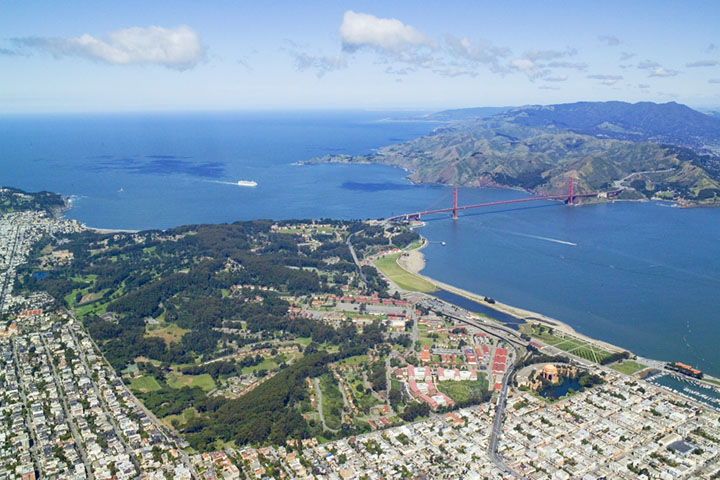
Luchtfoto van het Presidio, de Golden Gate Bridge, de Marin Headlands en Mount Tamalpais (van links naar rechts).

Het Presidio van San Francisco, oorspronkelijk El Presidio Real de San Francisco (Spaans) of het Royal Presidio of San Francisco (Engels), is een park en gebouwencomplex op het noordelijke uiteinde van het Schiereiland van San Francisco, in de Amerikaanse stad San Francisco (Californië). Het wordt beheerd door de National Park Service en is een onderdeel van de Golden Gate National Recreation Area.

## Geschiedenis

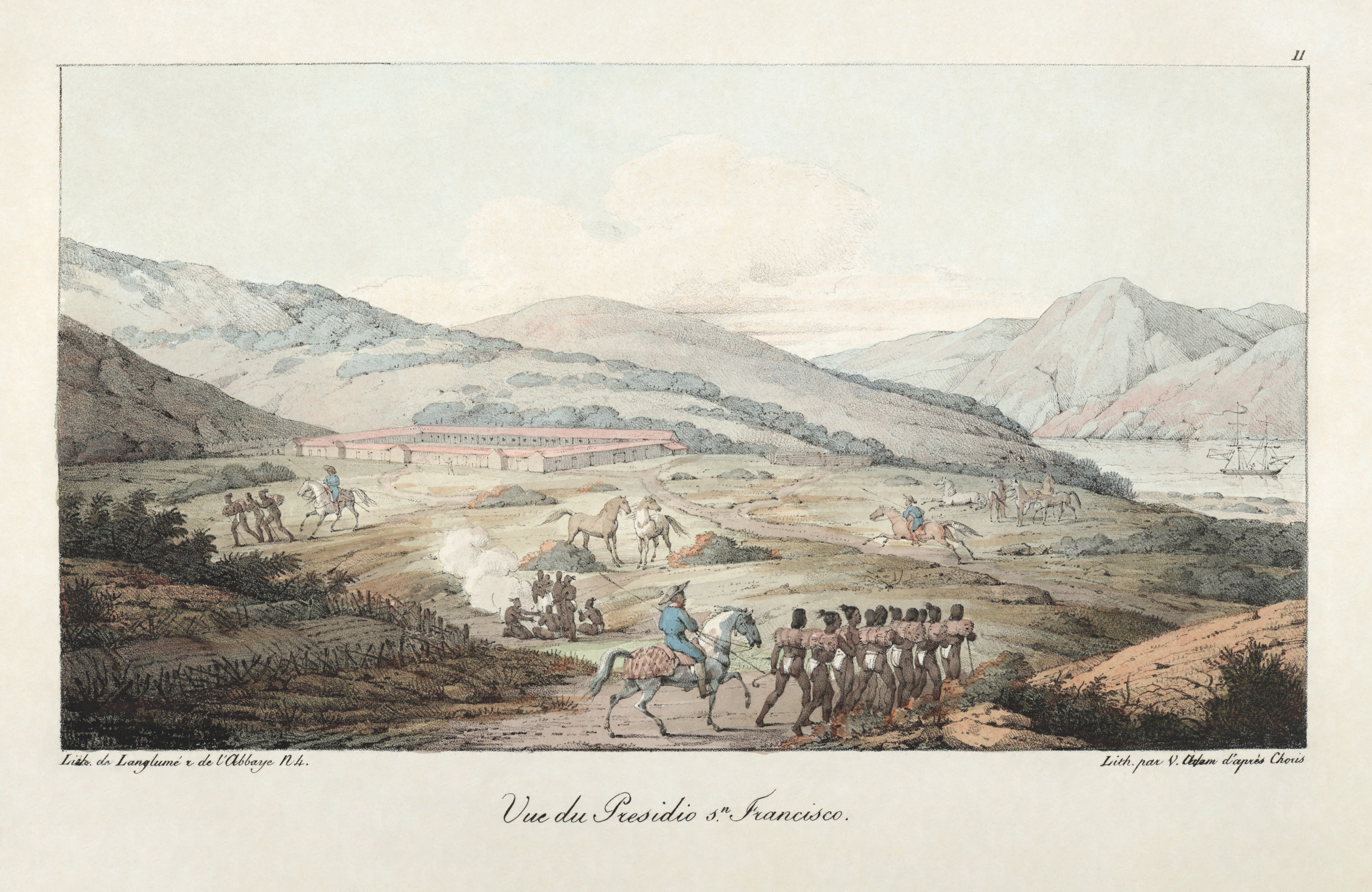
Het Presidio in 1817

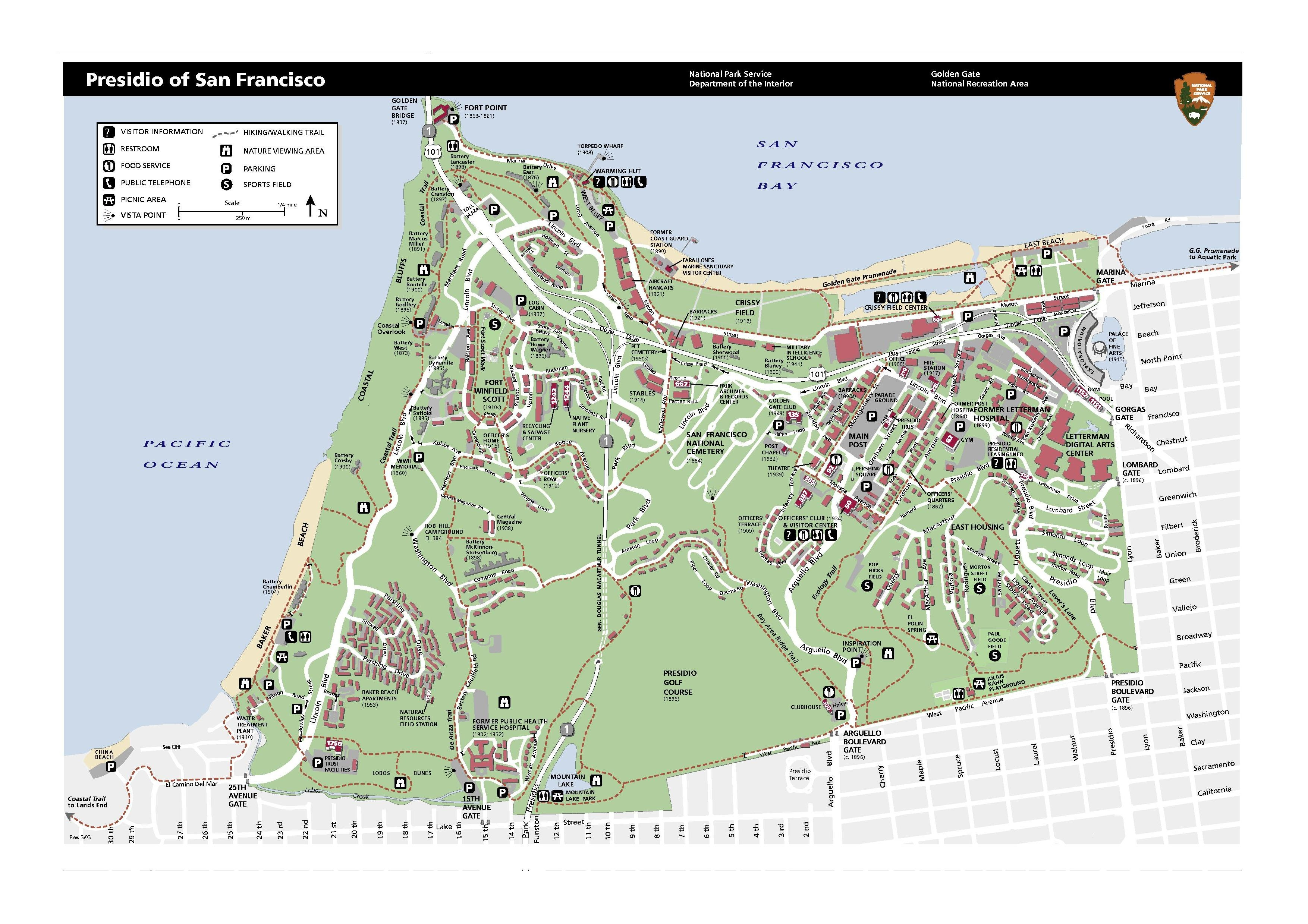
Kaart van het Presidio.

Het Presidio was oorspronkelijk een Spaans fort uit 1776. Onder Nieuw-Spaanse heerschappij was het Presidio het hart van de kolonisatie van Noord-Californië. Daarna ging het fort naar Mexico, tot het in 1848 in Amerikaanse handen kwam. 
In 1989 besliste het Amerikaans Congres, met het oog op besparingen bij defensie, dat het de militaire activiteiten in het Presidio zou stopzetten. Op 1 oktober 1994, na 219 jaar legergebruik, werd het Presidio effectief overgedragen aan de National Park Service. Men koos ervoor om het nieuwe Presidio verschillende functies te geven. Om de bestaande gebouwen een nuttige functie te geven, werden diverse instituten aangetrokken om er zich te vestigen. Onder andere de Gordon Moore Foundation en het Internet Archive hebben zich in het Presidio gevestigd. In 1996 werd de Presidio Trust opgericht om het merendeel van het grondgebied van het Presidio te beheren, terwijl de National Park Service controle behield over zo'n 20% van het land langs de kust. Het doel om het Presidio financieel zelfvoorzienend te maken, werd al in 2005 bereikt, 8 jaar eerder dan voorzien.
In het huidige park zijn er verschillende bosrijke gebieden, heuvels en toeristische uitkijkpunten over de Golden Gate Bridge, de Baai van San Francisco en de Stille Oceaan. Sinds 1962 is het park erkend als National Historic Landmark.

## Zeldzame soorten
Het Presidio telt enkele erg zeldzame plantensoorten, waaronder Arctostaphylos hookeri ravenii, de zeldzaamste soort in de 48 continentale staten van de VS. Van die endemische manzanita-soort was er nog maar één exemplaar ter wereld. Men is er ondertussen in geslaagd ze te klonen.